# Rignac (Lot)
Rignac település Franciaországban, Lot megyében. Lakosainak száma 292 fő (2022. január 1.). Rignac Alvignac, Gramat, Rocamadour és Thégra községekkel határos.

## Népesség
A település népessége az elmúlt években az alábbi módon változott:
| Lakosok száma | 213  | 200  | 229  | 253  | 267  | 267  | 266  | 279  | 285  | 292  |
|               | 1968 | 1982 | 1990 | 2006 | 2013 | 2015 | 2017 | 2019 | 2020 | 2022 |